# Núi Vesuvius
Núi Vesuvius (tiếng Ý: Monte Vesuvio, tiếng Latinh: Mons Vesuvius, phát âm tiếng Việt: Vê-suy-vơ) là một núi lửa tầng nằm ở vịnh Naples, Ý, cách Naples 9 kilômét (5,6 mi) về phía đông và gần bờ biển. Đây là núi lửa duy nhất ở châu Âu nằm trên đất liền đã từng phun trong vòng hàng trăm năm qua, mặc dù hiện nay không còn ghi nhận thêm những đợt phun trào mới. Hai ngọn núi lửa lớn khác ở Ý là núi Etna và Stromboli, nằm trên đảo.
Núi Vesuvius nổi tiếng với lần phun trào vào năm 79 Công nguyên đã vùi lấp, phá hủy các thành phố La Mã cổ đại là Pompeii, Herculaneum, Oplontis và Stabiae, ngoài ra còn chôn vùi vài vùng định cư nhỏ lẻ khác. Các thành phố này chưa được xây dựng lại mặc dù vẫn còn những cư dân sống sót sau khi thành phố bị phá hủy. Vị trí của các thành phố dần bị bỏ quên cho đến khi chúng được phát hiện một cách tình cờ vào thế kỷ 18.
Đợt phun trào cũng làm thay đổi dòng chảy của sông Sarno và nâng cao đáy bờ biển, do đó Pompeii lúc này không nằm cạnh sông cũng không gần bờ biển. Vesuvius đã trải qua những sự thay đổi lớn – sườn dốc nơi thảm thực vật biến mất và đỉnh của nó bị thay đổi đáng kể do tác động của đợt phun trào.
Vesuvius đã phun trào một vài lần sau đó và ngày nay nó được xem là một trong những ngọn núi lửa nguy hiểm nhất trên thế giới vì vẫn còn khoảng 3.000.000 người sống gần đây, cũng như đang có xu hướng dẫn tới đợt phun trào mạnh mẽ (Plinian). Nơi đây cũng là khu vực núi lửa có đông người dân sinh sống nhất trên thế giới. Lần phun trào cuối cùng diễn ra vào năm 1944.

## Thần thoại
Núi Vesuvius có một truyền thống lịch sử và văn hóa lâu đời. Ngọn núi được cho là cơn thịnh nộ của thần thánh vào thời điểm phun trào năm 79: nó xuất hiện dưới cái tên Vesuvius qua vai trò là một con rắn trong bức bích họa trang trí của nhiều những lararia, hoặc trên các bàn thờ gia đình của những người sống sót từ Pompeii. Một câu khắc ở Capua ghi IOVI VESVVIO ngụ ý rằng nó được tôn thờ như một quyền năng của Jupiter; và đó là Jupiter Vesuvius.
Người La Mã xem ngọn núi Vesuvius được dâng hiến cho Hercules. Nhà sử học Diodorus Siculus thuật lại một truyền thuyết về Hercules rằng, trong những kỳ công của mình, chàng đã băng qua một đất nước gần với Cumae trên đường đi đến Sicilia. Tại đây, chàng trông thấy một nơi có tên gọi là "Thảo nguyên Phlegraean" (Φλεγραῖον πεδίον, "thảo nguyên lửa"), "từ một ngọn đồi xưa tuôn ra lửa... nay được đặt tên là Vesuvius.". Nó là nơi ở của những kẻ cướp, "những đứa con của Địa cầu." những kẻ trở thành khổng lồ. Nhờ sự giúp đỡ của các vị thần, chàng đã bình định được vùng đất ấy rồi rời đi. Sự thật đằng sau truyền thuyết này vẫn chưa được nắm rõ, cũng như về nguồn gốc của cái tên Herculaneum liệu có phải từ đó mà ra. Một câu thơ trào phúng viết bởi thi sĩ Martial vào năm 88 sau công nguyên đưa ra giả thiết rằng cả hai Venus, người bảo hộ của Pompeli, và Hercules đều được tôn thờ trong vùng đất bị tàn phá bởi núi lửa phun trào vào năm 79.

## Lịch sử

### Đợt phun trào cuối cùng

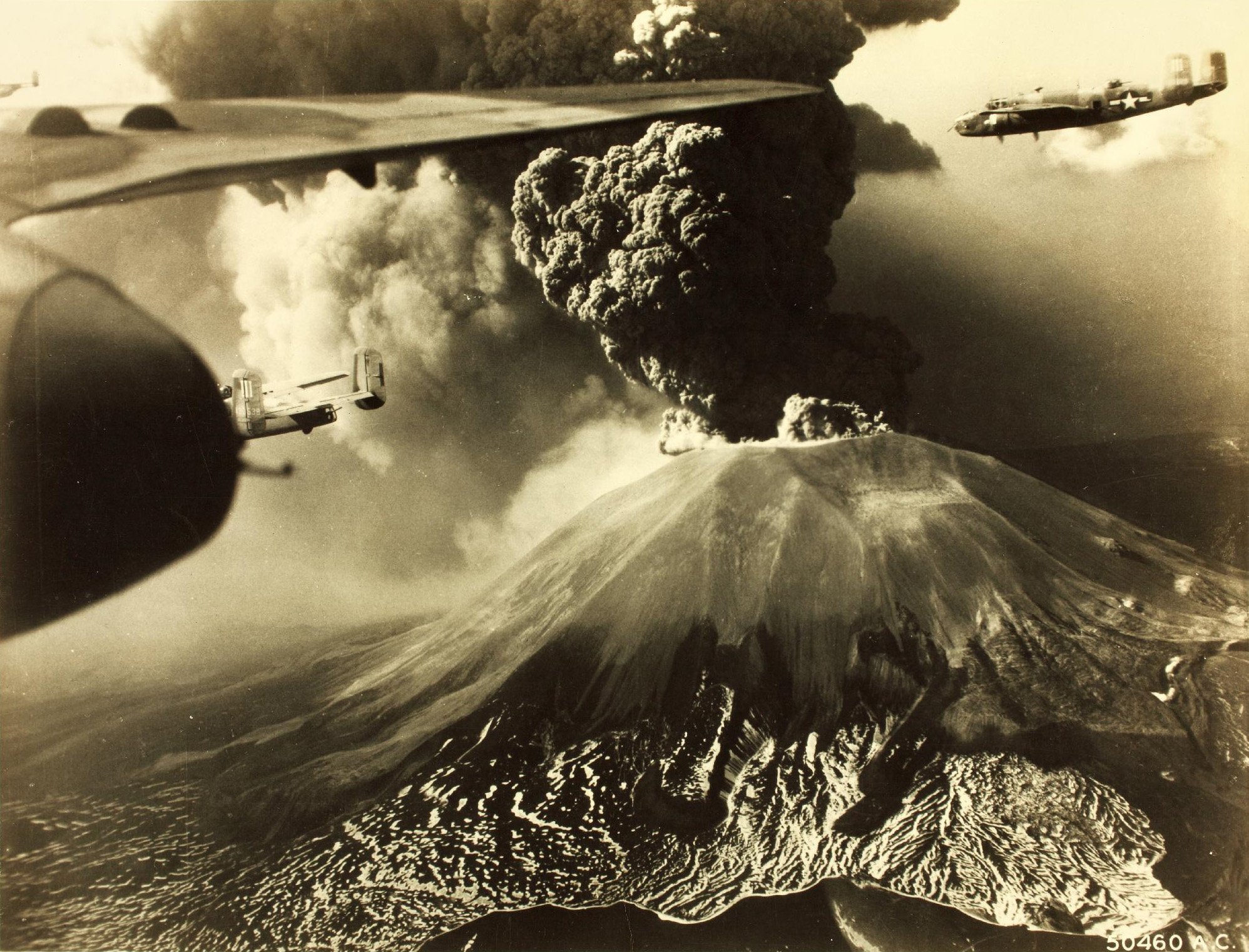
Máy bay ném bom B-25 của Không lực Hoa Kỳ bay ngang qua khi núi lửa Vesuvius phun trào lần cuối cùng vào tháng 3 năm 1944

Giữa tháng 3 năm 1944 là lần cuối Vesuvius lại phun trào. Giai đoạn hoạt động cao nhất từ ngày 18 đến ngày 29 tháng 3 đã mang theo những dòng dung nham và những mảnh cùng tro núi lửa rơi xuống, một đài phun dung nham và dòng nham nhỏ xuất hiện. Mặc dù 12.000 người đã được sơ tán, 26 người bị thiệt mạng, thị trấn Massa di Somma và San Sebastiano lại lần nữa gần như hoàn toàn bị chôn vùi dưới nham thạch. Trên sân bay quân sự, sân bay Pompeii ở Terzigno, những mảnh núi lửa rơi xuống phá hủy khoảng 80 máy bay ném bom B-25 của Không quân Hoa Kỳ.

### Tình hình hiện tại

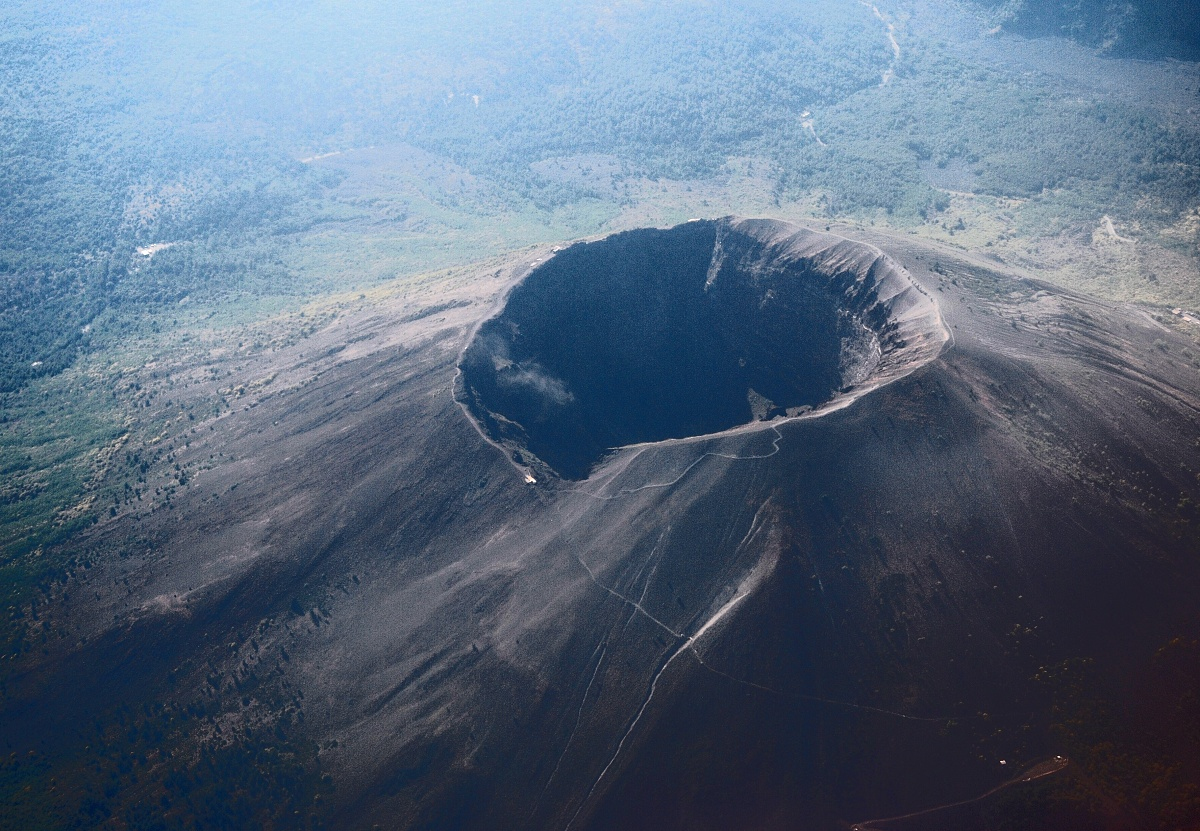
Không ảnh miệng núi lửa Vesuvius

Kể từ năm 1944, Vesuvius đã trở về trạng thái tĩnh lặng, chỉ còn phun hơi nước và rung nhẹ. Tuy nhiên núi lửa chưa tắt hẳn và vẫn còn có nguy cơ hiểm họa. Mặc dù đã có kế hoạch sơ tán cho hơn một triệu dân, phòng trường hợp bùng phát đe dọa trực tiếp như vào năm 79, nhưng cho đến ngày nay các cảnh báo thiên tai của những nhà nghiên cứu núi lửa là không đủ tin cậy cũng như chưa đủ sớm. Các kế hoạch này dựa trên thời gian cảnh báo trước là hai tuần, nhưng không đạt kết quả. Khu vực dân cư đông đúc hiện nay, nằm ngay trên các sườn núi Vesuvius, trong khu vực của Herculaneum cổ đại. Trung tâm thành phố Naples và các tòa nhà cao tầng mới trong khu vực ga xe lửa nằm ở khoảng cách tương tự như khi Stabiae bị phá hủy, nhưng do Sommawall, phần còn lại của vành miệng núi lửa cũ, được bảo hộ phần nào. Kế hoạch sơ tán hiện tại, Il Programma Vesuvia - la scelta possibile của chính phủ địa phương vùng Campania có mục tiêu, giảm dân số tại khu vực đỏ của núi lửa. Trong khu vực có diện tích 200 km vuông với mức độ nguy hại cao nhất có 600.000 dân; 150.000 người nên di dời trong vòng 15 năm tới. Với số tiền lên tới € 30.000 một gia đình để huy động người dân di cư, nhưng đến nay vẫn chưa thành công tốt đẹp. Ngược lại, mặc dù bằng chứng mới đây cho thấy rằng buồng magma của Vesuvius đã "tỉnh dậy", theo tổ chức môi trường Legambiente, chỉ trong hai mươi năm qua trong Khu vực đỏ đã có thêm 50.000 ngôi nhà được xây dựng trái phép.